# Test obecných studijních předpokladů
Test obecných studijních předpokladů je test zaměřený na zjišťování specifického studijního potenciálu člověka. Test nezkoumá znalosti, ale schopnosti a dovednosti, které člověka předurčují k tomu, aby mohl dobře studovat. Test tedy neověřuje to, co se člověk naučil, ale naopak to, jak dobře je schopen se učit. Právě proto jsou takové testy používány v rámci přijímacích zkoušek na střední a vysoké školy. Vzhledem k jeho obecnému zaměření na specifický intelektuální potenciál se využívá nejen v oblasti vzdělávání, ale například také v oblasti personalistiky.

## Test obecných studijních předpokladů společnosti Scio

### Historie testu
Test obecných studijních předpokladů (OSP) pronikl do českého školství ve druhé polovině devadesátých let 20. století iniciativou společnosti Scio. Test OSP je odvozen z testu General Record Examination dlouhodobě užívaného v USA. V současnosti je jako součást Národních srovnávacích zkoušek využíván jako kritérium pro přijetí na řadu českých a slovenských vysokých škol, ale jeho využití ve školství je širší. Často je součástí evaluačních (hodnotících) projektů pro školy, v nichž hraje roli indikátoru, jakým způsobem je využíván studijní potenciál žáků a studentů (porovnávají se výsledky testu OSP s výsledky předmětových testů). V určitých modifikacích je možné test OSP využívat také v kariérním poradenství. Test (OSP) testuje základní dovednosti a schopnosti pro úspěšné vysokoškolské studium. Nejedná se o test středoškolských znalostí, při řešení úloh se vychází pouze z informací v zadání.

### Skladba testu
Test OSP ve verzi společnosti Scio se skládá ze dvou oddílů – verbálního a analytického.
Verbální oddíl testuje schopnost a dovednost jemně a přesně používat jazyk. Je kladen důraz na znalost obsahu a rozsahu pojmu, což je zkoušeno porovnáváním slov nebo dvojic slov (hledání nejpodobnějšího slova, hledání slova opačného významu atd.). Dále se zde nacházejí úlohy testující schopnost rozpoznat logickou chybu v argumentaci, vyhledat nekonzistentní tvrzení a další. Časová dotace verbálního oddílu je 35 minut.
Analytický oddíl je zaměřen na matematické a logické přemýšlení. Nemusíte se ale bát, na většinu matematických operací vám pravděpodobně budou stačit znalosti ze základní školy. Čekají vás procenta, trojčlenky, geometrické obrazce, lehké rovnice, slovní úlohy, úlohy s neznámou, analýzy grafů a tabulek,... Časová dotace analytického oddílu je 50 minut.

## Test studijních předpokladů Masarykovy univerzity
Test studijních předpokladů (TSP) je využíván v přijímacím řízení na většině fakult Masarykovy univerzity (kromě Fakulty sociálních studií a Lékařské fakulty). Koná se v jednotné termíny jak v Brně, tak v Bratislavě a trvá celkem 100 minut. Pokud se uchazeč o studium na Masarykově univerzitě hlásí na více oborů či fakult zároveň, test absolvuje jen jednou a výsledky se mu započítají ke všem jeho přihláškám.
Od testu OSP společnosti Scio se TSP liší větším počtem oddílů a zároveň tím, že jednotlivé oddíly obsahují méně úloh. Obsahuje šest subtestů, zaměřených na numerické, analytické, kritické a verbální myšlení, stejně jako na prostorovou představivost i kulturní přehled. Všechny subtesty obsahují devět otázek v českém jazyce, v oddílu kritické myšlení je zahrnuto i dalších 6 otázek ve zvoleném cizím jazyce (uchazeč o studium si při podání epřihlášky vybírá angličtinu, němčinu, francouzštinu nebo španělštinu). Ke každé otázce je nabídnuto pět možností, přičemž správná je právě jedna. Kritériem úspěšnosti v testu je tzv. percentil, který je vypočítán na základě počtu správných odpovědí a varianty testu TSP a který vyjadřuje, kolik procent uchazečů podalo nižší nebo stejný výkon. Maximální jeho hodnotou je tedy 100 a minimální hodnota je téměř nulová. Důležité je také to, že pro úspěch v přijímacím řízení je jeho potřebná výše u každého studijního oboru rozdílná.

## Kariérní poradenství pedagogicko-psychologických poraden
Pedagogicko-psychologické poradny poskytují v mnoha případech také poradenství pro žáky základních škol a studenty středních škol, kteří se rozhodují o pokračování své studijní dráhy. Toto poradenství se opírá o hloubkové šetření, v němž jsou zjišťovány jak studijní, tak osobnostní předpoklady. Vyšetření má často dvě části. Při první návštěvě poradny proběhne skupinové testové vyšetření trvající 3 – 4 hodiny. Obsahuje zkoušku rozumových schopností, didaktické testy z češtiny a matematiky, zájmové a osobnostní dotazníky. Při druhé návštěvě poradny jsou uchazečům sděleny výsledky vyšetření a doporučen vhodný typ studia.

## Příbuzné testy užívané v zahraničí

### Graduate Record Examination
GRE (Graduate Record Examination) je v anglicky mluvících zemích (především v USA) využíván jako jedna z částí přijímacího řízení na magisterské obory na vysokých školách. Test, který je používán už od roku 1966, vytvořila a spravuje americká organizace Educational Testing Service. Zájemci mohou test skládat ve Spojených státech, Kanadě a dalších zemích. Test uchazeč skládá standardně na počítači, avšak v zemích, kde není dostupný počítačový test, jej uchazeč absolvuje v papírové podobě.
Test se skládá ze tří částí, které zjišťují schopnosti ve verbální a kvantitativní oblasti a schopnost analytického psaní. Verbální část testuje schopnost analyzovat a vyhodnotit psaný text a propojit informace získané z textu, analyzovat vztahy mezi jednotlivými částmi vět a rozpoznat vztahy mezi slovy a pojmy. Kvantitativní část testuje schopnost rozumět základním konceptům aritmetiky, algebry, geometrie a analýzy dat, kvantitativní úsudek a schopnost řešení kvantitativních problémů. Analytická část testuje schopnost jasně artikulovat komplexní myšlenky, ověřovat tvrzení a fakta, schopnost podpořit myšlenky relevantními argumenty a příklady a obstát v diskusi a schopnost ovládat standardní psanou angličtinu. Test OSP v jeho české podobě byl inspirován právě testem GRE.

### SAT
SAT jsou standardizované zkoušky v USA. SAT využívá většina vysokých škol v USA jako jednu z částí přijímacího řízení.